# Resianisch

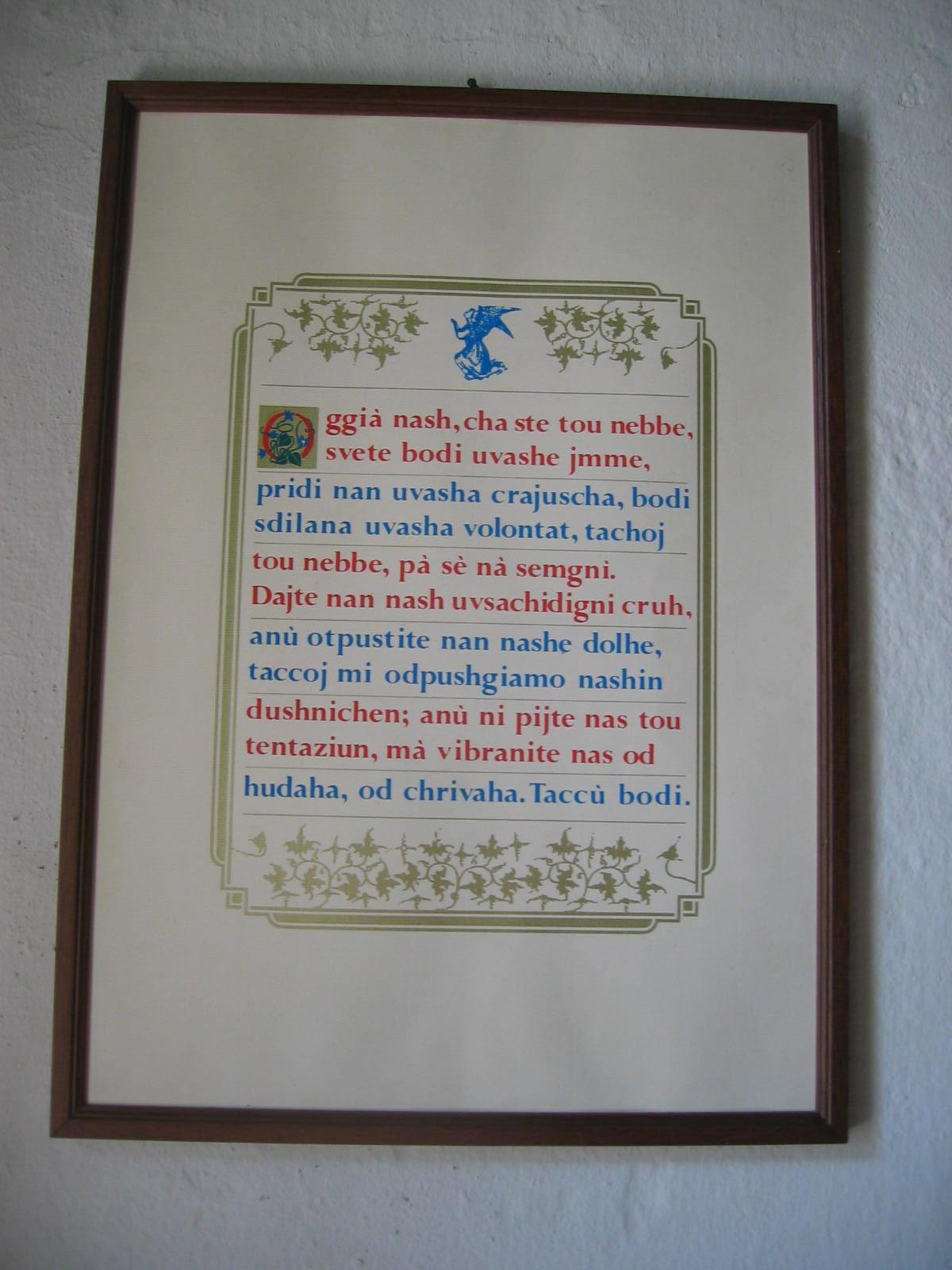
Das Vaterunser auf Resianisch

Das Resianische ist eine slowenische Mundart, die abseits des Standardslowenischen eine eigene Literatursprache entwickelt hat. Gesprochen wird sie in zwölf Ortschaften im  Resiatal in der italienischen Region Friaul-Julisch Venetien. Die Anzahl der Sprecher des Resianischen beläuft sich auf nur mehr 1.500 Personen; gewöhnlich unterscheidet man zumindest vier Unterdialekte: die von Njïwa (Gniva), Bilä (San Giorgio), Osoanë (Oseacco) und Solbiza (Stolvizza).

## Sprachgebiet
Das Resiatal ist vom eigentlichen slowenischen Sprachgebiet durch einen Höhenzug der Julischen Alpen als natürliche Grenze und durch die italienisch-slowenische Staatsgrenze getrennt. Zusammen mit den zahlreichen Eigenheiten, die das Resianische gegenüber dem Slowenischen aufweist, hat diese isolierte Lage dazu geführt, dass es eine Mikroliteratursprache wurde.

## Das Resianische als Schriftsprache
Schon im 19. Jahrhundert erschienen religiöse Texte auf Resianisch, und auch der schulische Religionsunterricht wurde zeitweise auf Resianisch erteilt. Besonders seit der 2. Hälfte des 20. Jahrhunderts gibt es auch Veröffentlichungen von literarischen bzw. poetischen Texten in resianischer Sprache, z. B. Gedichte, Volkslieder und Märchen. Erschwert durch die Verschiedenheit der resianischen Dialekte gelang erst in den 1990er Jahren die Einführung einer einheitlichen Orthographie und eines einheitlichen Alphabets.

## Eigentümlichkeiten
Eine Kuriosität dieses Dialekts sind Spuren des Vigesimalsystems, die er im Gegensatz zu den benachbarten slowenischen und friaulischen Dialekten ab der Zahl 60 verwendet: 60 ist trïkart dwisti (3 × 20), 70 ist trïkart dwisti nu dësat (3 × 20 + 10), 80 ist štirikrat dwisti (4 × 20) und 90 ist štirikrat dwisti nu dësat (4 × 20 + 10).
Resianisch kennzeichnet sich durch eine Vielzahl an Archaismen: So ist beispielsweise die einfache Vergangenheit (Aorist) im Slowenischen inzwischen vollständig verschwunden, während der Aorist im Resianischen noch rudimentär erhalten geblieben ist. Darüber hinaus weist das Resianische – für slawische Sprachen äußerst unüblich – definite Artikel auf.

## Forschungen zum Resianischen
Erforscht wurde das Resianische u. a. von Jan Baudouin de Courtenay, der 1875 die Dissertation Versuch einer Phonetik der resianischen Dialekte (russ.: Опыт фонетики резьянских говоров) vorlegte.